# マラソン (テレビドラマ)
『マラソン』とは、2007年9月20日21:00 - 22:48にTBS系列にて放映された単発スペシャルのテレビドラマ。2005年に韓国で公開された映画のリメイク。視聴率15.2%（関東地区ビデオリサーチ調べ）。

## 概要
- 自閉症の青年がフルマラソンに挑戦するストーリー。パク・ミギョン著作「走れ、ヒョンジン!」を原作にしたテレビドラマである。韓国での実話でもある。2005年、韓国で映画化された。
- この作品で二宮和也は、第62回文化庁芸術祭テレビ部門「放送個人賞」を俳優として初めて受賞した。

## あらすじ
4月福祉施設に通う自閉症の宮田彰太郎は長距離を走ることが好きだったが、集団行動が苦手で職員から就職を心配されていた。彰太郎は子供の頃から母・晴江と山登りをしてきたおかげで足腰や体力を鍛えられ、いつ頃からか母に付き添われながら走る練習をするようになった。ある日自閉症児とその親の会合に参加した晴江が彰太郎のマラソンについて語った所、自閉症者をテーマに取材活動をする雑誌記者の女性・岡村さなえと知り合う。数日後彰太郎は晴江やさなえに応援されて初めて参加した10kmマラソンを完走し、その後ハーフマラソンにも数回出場して完走する。
7月、さなえは彰太郎が翌年4月のフルマラソンの大会に参加することを知り、知人の元ランナー・野口洋二に彼の障害を伝えた後宮田母子に引き合わせる。河川敷で彰太郎の走りを見た洋二は、フォームは無茶苦茶だが素質を感じてコーチを引き受け、長距離走の基礎的な技術から教え始める。8月、晴江は施設職員から彰太郎を仮採用で雇ってくれる会社が見つかったと聞いて喜び、適性を見るため半年間彼は見習いとして働くことに。
秋になり洋二は、彰太郎が苦手なペース配分について何度も教えるが上手くできず、ある時彼が脱水症状を起こしてしまう。大事には至らなかったがその夜洋二は晴江に謝罪した上で、「ペース配分できずにフルマラソンに出るのは命の危険がある」とコーチを辞めてしまう。洋二は電話に出なくなり冬が近づいた頃、自宅に来たさなえに連れられ河川敷に行った洋二は、土砂降りの中カッパを着て練習をする彰太郎に驚く。さなえからコーチを辞めた後も彰太郎が練習を欠かさずしてきたことを知った洋二は、熱意に打たれて再びコーチを引き受ける。
その後洋二はペース配分を電車の動きに例えることで彰太郎の課題を克服し、その後も練習を続けて翌年を迎え大会まで残りひと月となる。しかしある日彰太郎が練習の疲れから会社でミスをしてしまい、将来のことを考えた晴江は仕方なく洋二と彰太郎にマラソンを辞めることを告げる。彰太郎はマラソンから離れた日々を過ごすが、当日の朝晴江は息子を起こしに行くと彼の姿がなく大会用のゼッケンもないことに気づき、マラソン大会に行ったことにも気づく。その後晴江は会場で彰太郎を見つけて「お母さんがいけなかった！彰太郎はもう頑張ったから！」と謝罪し引き止めようとするが息子の走りたい気持ちを止められず、彰太郎は大勢のランナーと共に走り出すのだった。

## キャスト
宮田彰太郎
演 - 二宮和也（嵐）、吉川史樹（幼少期）
自閉症の青年。20歳。福祉施設「和泉園」に通っている。長距離走が好きでかすみがうらマラソンを走るのが目標。鉄道オタクで電車に関することを色々と暗記している。初対面の人に会うと「電車で来たの？」と尋ねるのが口癖。両親から「物覚えが良く作業も正確で、一生懸命で手を抜かない性格」と評されている。虹や虹色の物が好きだが、それらを見ると夢中になって周りが見えなくなることがある。好物は、シュークリーム。好きな歌は、『にんげんっていいな』。原作でのペ・ヒョンジン氏および映画版でのユン・チョウォンにあたる人物。
宮田晴江
演 - 田中美佐子
彰太郎の母。彰太郎を応援し、以前から施設からの帰り道や買い物に行く時などを利用して、息子の走る練習に付き添い自転車で追随している。家族の中で彰太郎と接する時間が一番長く、過去には障害のある息子の育児のやり方に苦労しておりストレスとなったこともある。彰太郎には子供の頃から「折れない心は、負けない気持ち。迷った時は、前を向け」と励ましてきた。マラソンを通じて、彰太郎の頑張る姿を周りの人に伝えようとする。物語の終盤で、彰太郎がマラソン練習の疲労から事故を起こしてしまった際に将来を考慮しマラソンを辞めさせた。しかし、マラソン当日の朝に家を出てしまった彰太郎を見つけ「お母さんがいけなかった！彰太郎はもう頑張ったから！」と謝罪し連れて帰ろうとするも大勢のランナーと共に走り出した息子を最後まで見守った。原作本の著者でヒョンジンの母親のパク・ミキョン氏および映画版でのユン・ギョンスクにあたる人物。
宮田伸章
演 - 内藤剛志
彰太郎の父。現実主義な考え方をしており、彰太郎が初めて10kmマラソンに参加する時や仮採用の話が来た時に、息子がちゃんとできるか心配している。ただし朴訥とした人柄と仕事人間な感じも相まって、気持ちが読みづらい彰太郎のことは晴江に頼り気味。8月頃から支社の立ち上げに関連して盛岡市で単身赴任を始める。
宮田啓太郎
演 - 上森寛元
彰太郎の弟。高校2年生で4月から受験に向けて予備校に通い始める。実は将来に迷っており、不安から親に隠れて予備校に行かずに遊園地でバイトしている。兄思いな性格で、彰太郎が風呂に入る時は体を洗ってあげるなどしている。
岡村さなえ
演 - 桜井幸子
フリーの雑誌記者。「自閉症者の今」というテーマで取材活動中に彰太郎・晴江と知り合い、マラソンを練習する2人の活動を記事にし始める。自閉症を取材テーマにしたのは、小学生の頃の自閉症の同級生との思い出がきっかけ。普段の移動は、オートバイを使用している。詳しい関係は不明だが洋二が大学生だった頃から親しくしており、駅伝をする彼を応援していた。
野口洋二
演 - 松岡昌宏（TOKIO）
大学時代に活躍した元駅伝選手で、さなえの紹介で彰太郎のマラソンコーチとなり週一ペースで教え始める。普段はフリーターとして午前中はリサイクルショップ、夕方から漫画喫茶又はネットカフェの店員を掛け持ちで働いている。長距離走の大変さと挫折も経験しておりマラソンに熟知しているが、自閉症についてはよく知らないため晴江と指導方法を巡って衝突する。映画版でのチョン・ウにあたる人物。
藤原先生
演 - 金田明夫
「和泉園」の職員。施設では彰太郎を指導しているが、集団作業中に突発的な行動を取ることがある彼に手を焼いている。彰太郎の就職先を探したり、彼が参加する初めての10kmの応援に駆けつけるなどしている。
平松
演 - 山崎一
家電会社物流課の採用担当者。藤原からマラソンに取り組む彰太郎のことを聞いて興味を持ち、半年間の仮採用を決める。その後は彰太郎の働きぶりや行動を知った上で正式に採用するか判断する。彰太郎の記憶力の良さと整理能力を褒めている。

## スタッフ
- 原作：｢走れ、ヒョンジン!｣パク・ミギョン著作、蓮池薫訳（ランダムハウス講談社）
- 脚本：寺田敏雄
- 音楽：笠松泰洋
- 企画：山崎恆成
- プロデューサー：山崎恆成、吉田健
- 演出：吉田健
- マラソン指導：瀬古利彦、中村孝生
- 後援：日本自閉症協会、日本発達障害ネットワーク
- ロケ協力：いばらきフィルムコミッション、湘南藤沢フィルムコミッション、土浦市、かすみがうら市、藤沢市、立川市、東急東横線、東急田園都市線、常磐線、日立建機土浦工場、横浜国際総合競技場ほか
- 技術協力：東通
- スタジオ：緑山スタジオシティ
- 空撮：東通クリエイティブ・ビジョン
- 制作：TBSテレビ
- 製作：TBS

## 遅れネット局
- AKT秋田テレビ（フジテレビ系列）：2007年10月28日日曜13:10 - 15:00